# Moynaq
Moynaq (en karakalpak), Moʻynoq (en ouzbek) ou Mouïnak (en russe : Муйнак) est une ville de la république du Karakalpakstan, en Ouzbékistan. Elle est située à 885 km au nord-ouest de Tachkent. Sa population s'élevait à 13 500 habitants en 2018.

## Histoire
Moynaq est un ancien port du sud de la mer d'Aral, anciennement doté d'une économie active liée à la pêche et à la mise en conserve. Suivant les ordres de Lénine, les pêcheurs de Moynaq jouèrent un grand rôle dans la lutte contre la famine soviétique de 1921-1922.
Aujourd'hui, Moynaq est l'un des témoins de la catastrophe écologique que subit la région en raison du retrait de la mer d'Aral à quelque 35 km vers le Nord, qui n'est plus visible à l'horizon depuis l'ancien port. Un « cimetière de bateaux », comprenant une dizaine de carcasses rouillées, et un petit musée attestent de l'ampleur de la catastrophe actuelle et de la richesse passée.

## Galerie

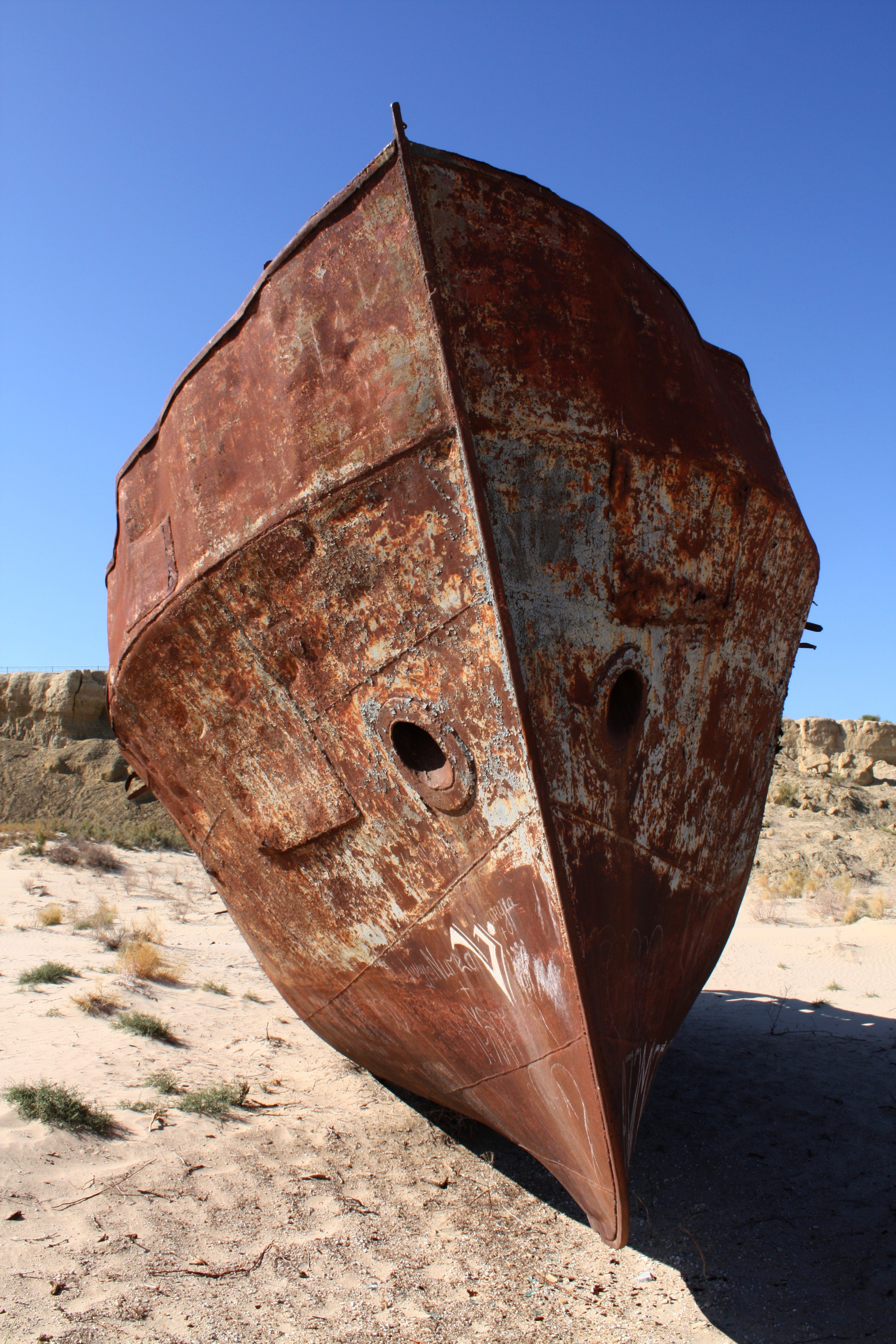
Bateau rouillé à Moynaq.
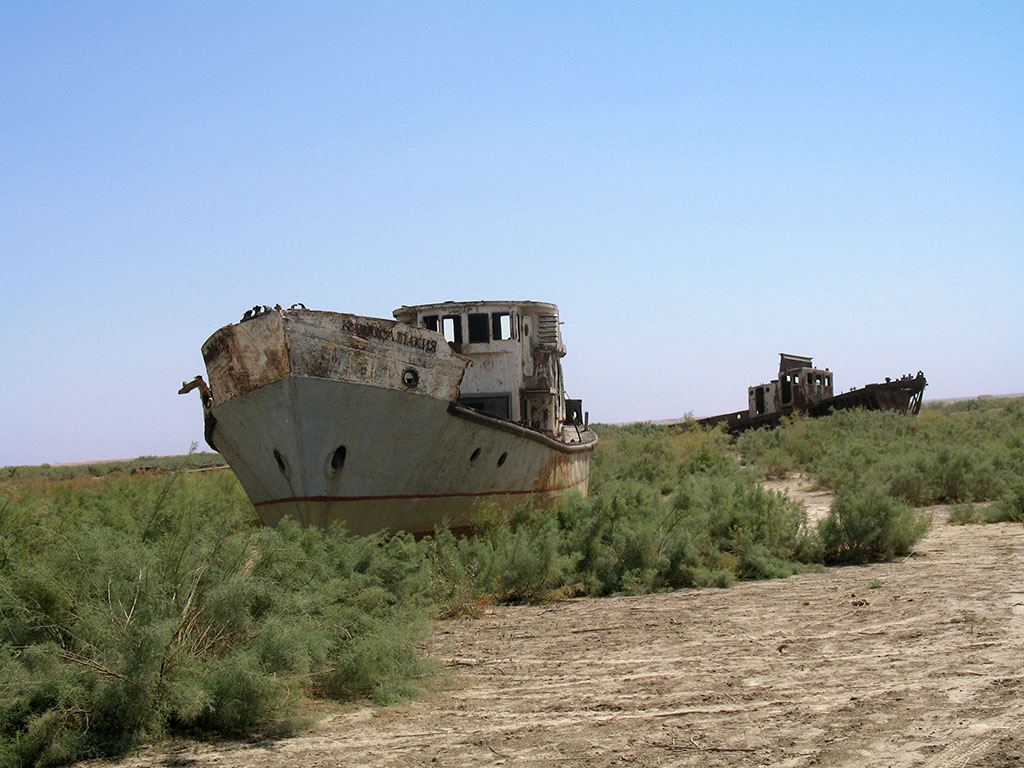
Des bateaux rouillés.
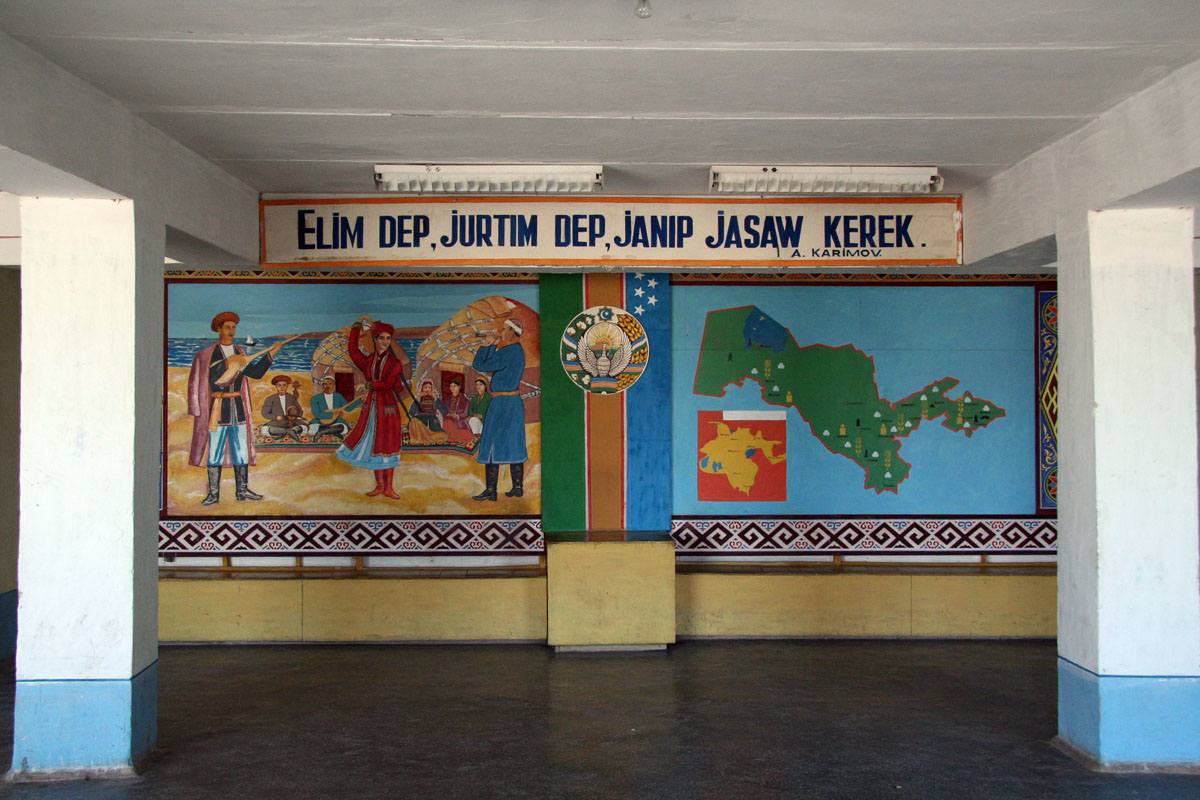
Entrée de l'hôtel de ville et du musée.
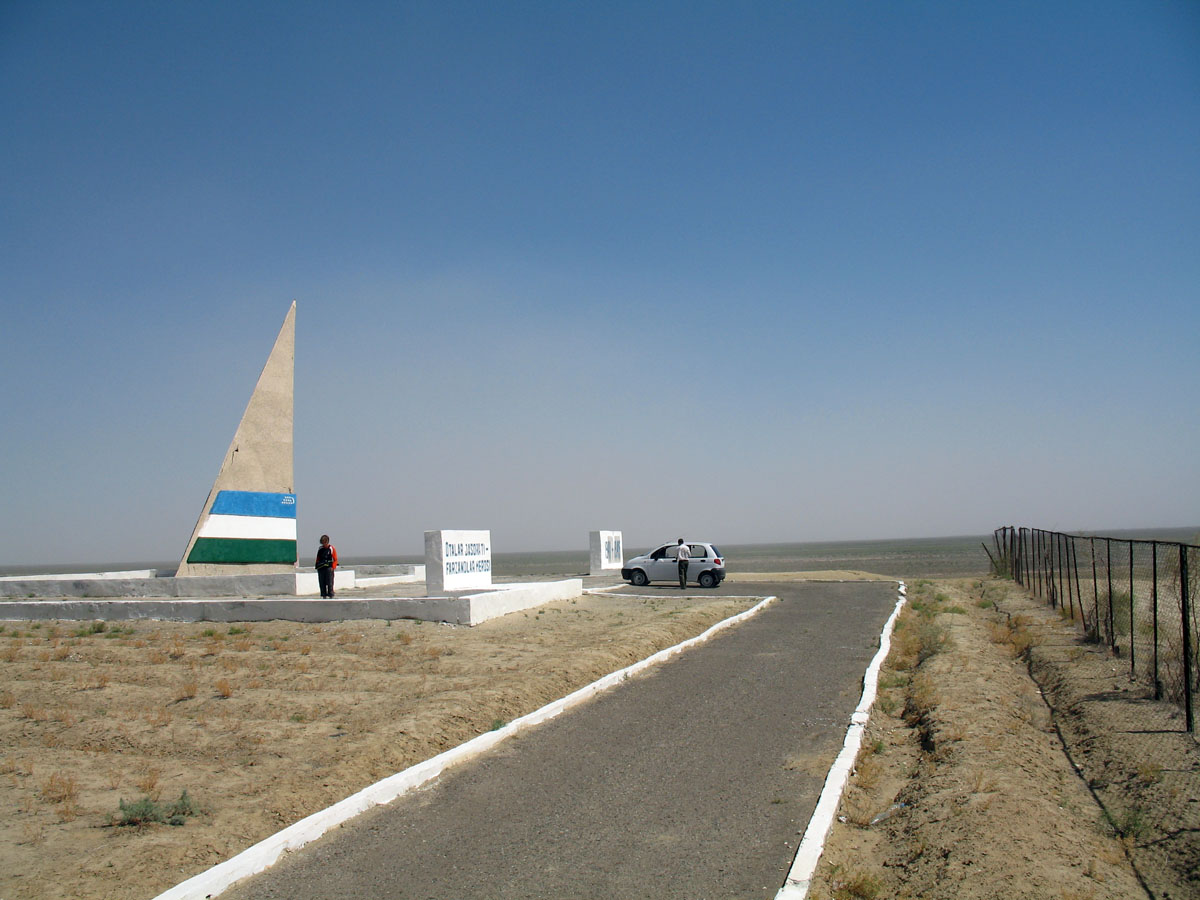
Mémorial élevé à l'emplacement de l'ancien rivage de la mer d'Aral